# شركة طائرات ستينسون

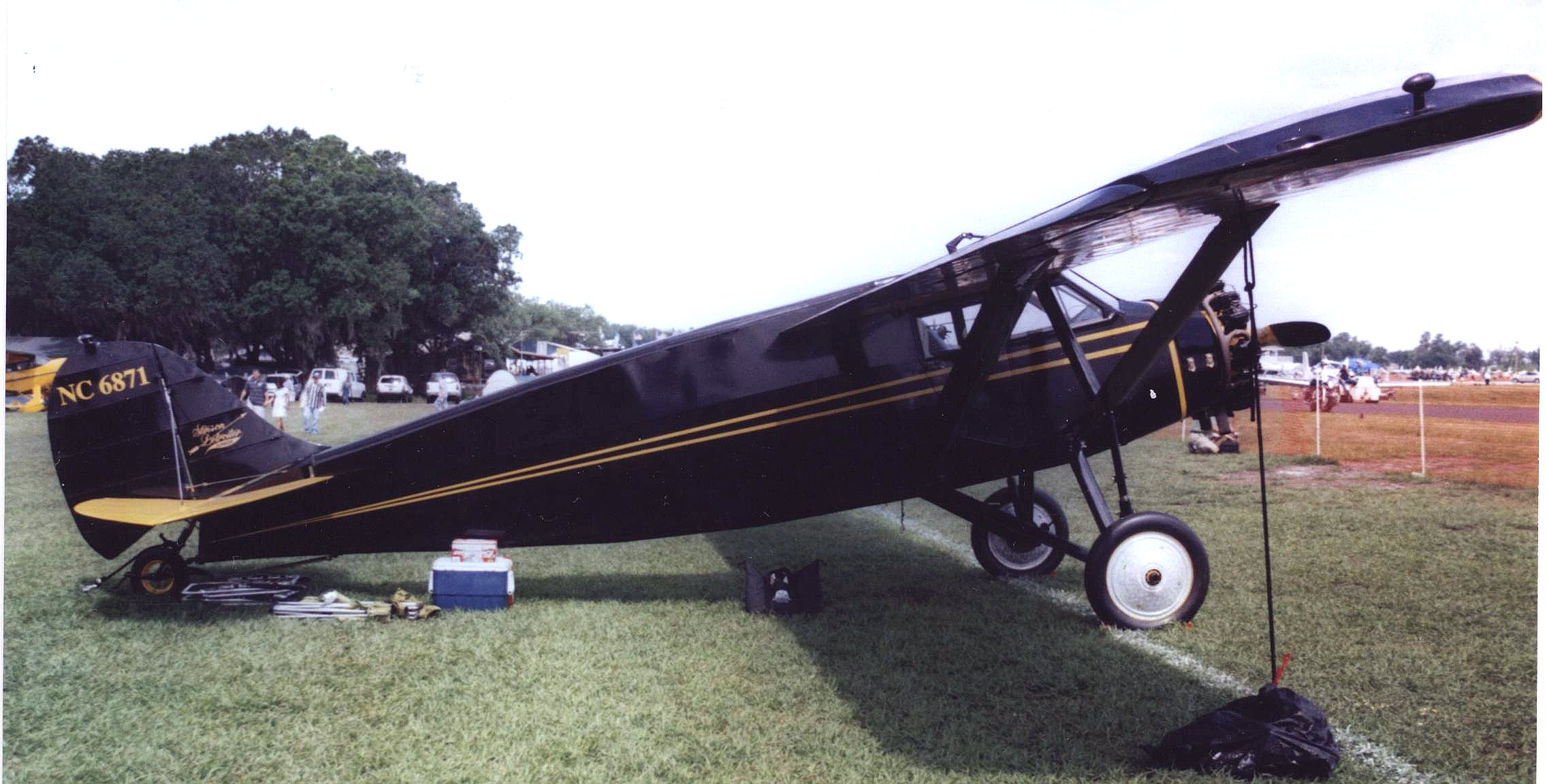
A 1928-built Stinson SM-2 Junior at Lakeland, Florida, in April 2007

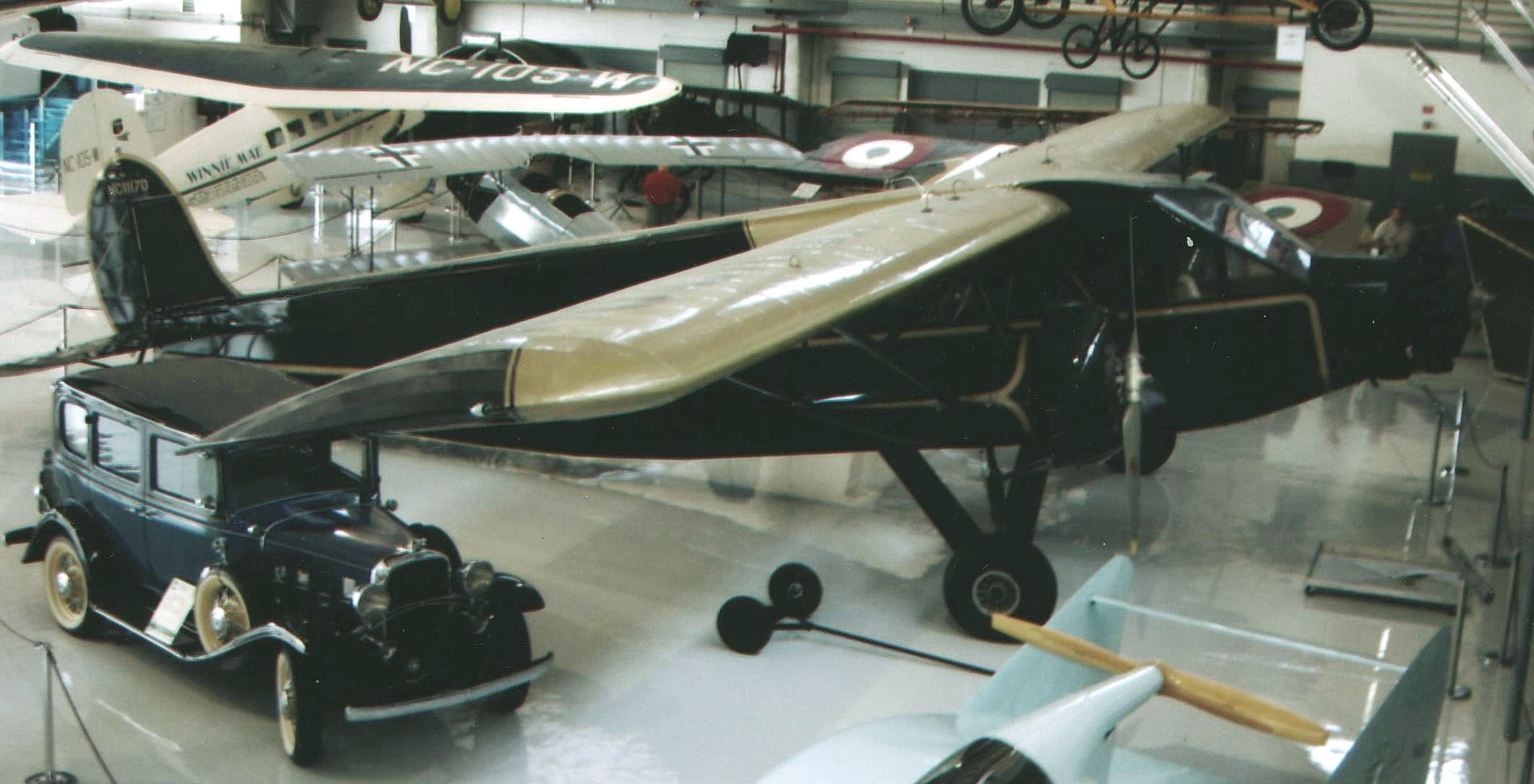
Stinson SM-6000B Airliner trimotor of 1931 airworthy at the Weeks Museum, Polk City, Florida in April 2007

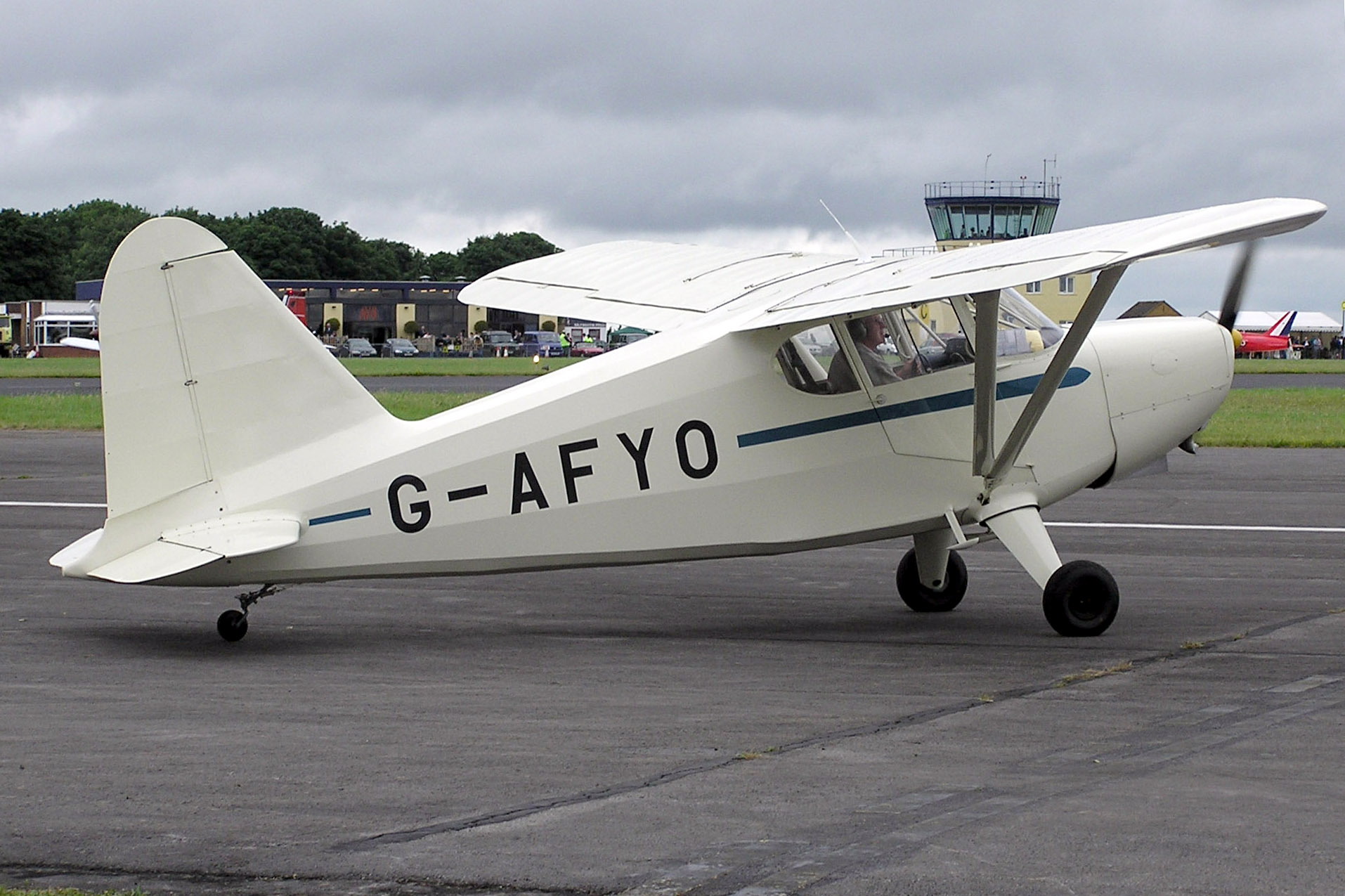
1939 Stinson HW-75 (also called the 105). The production run totalled 535 aircraft (275 in 1939 and 260 in 1940).

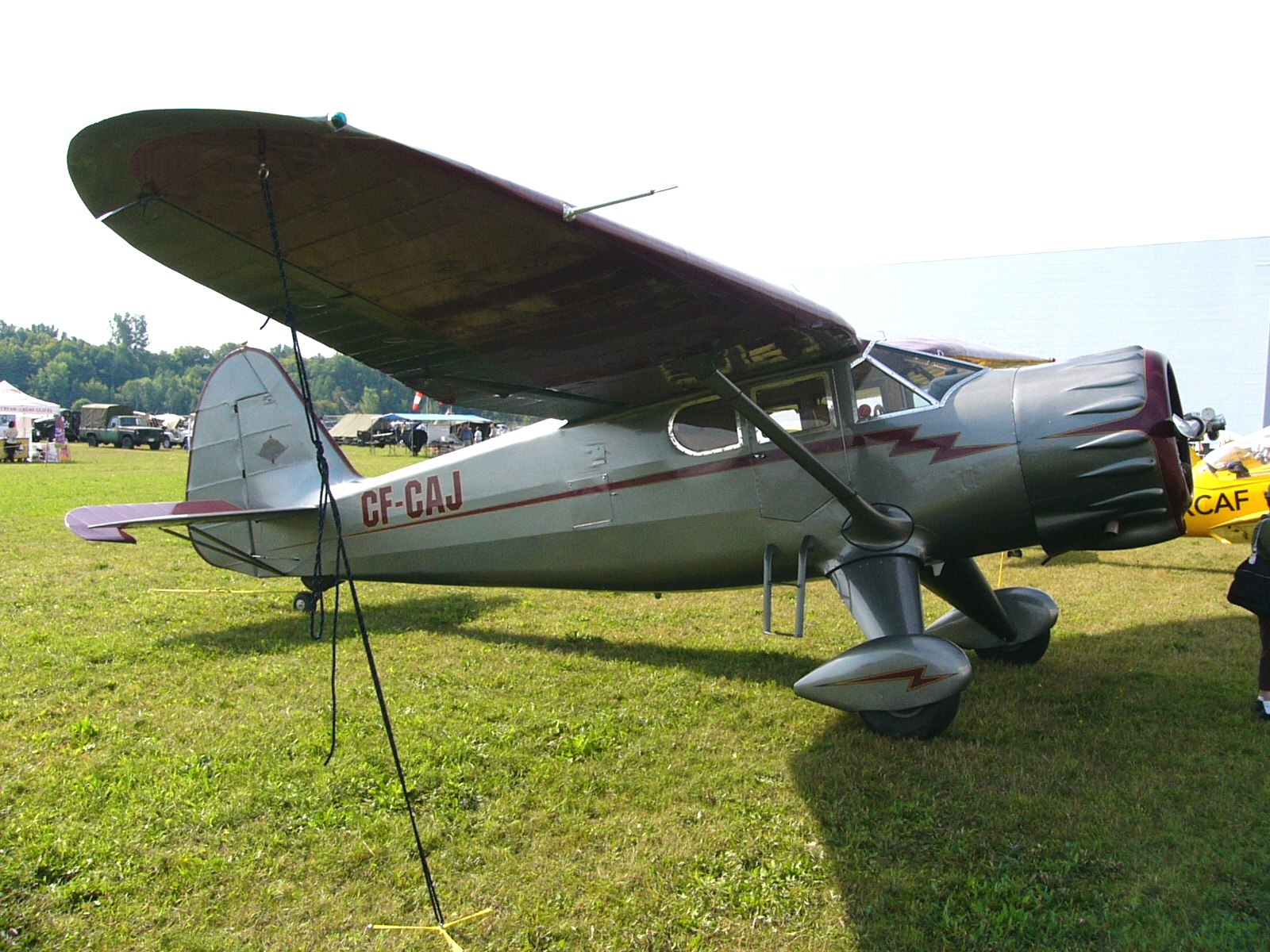
Stinson V77 Reliant

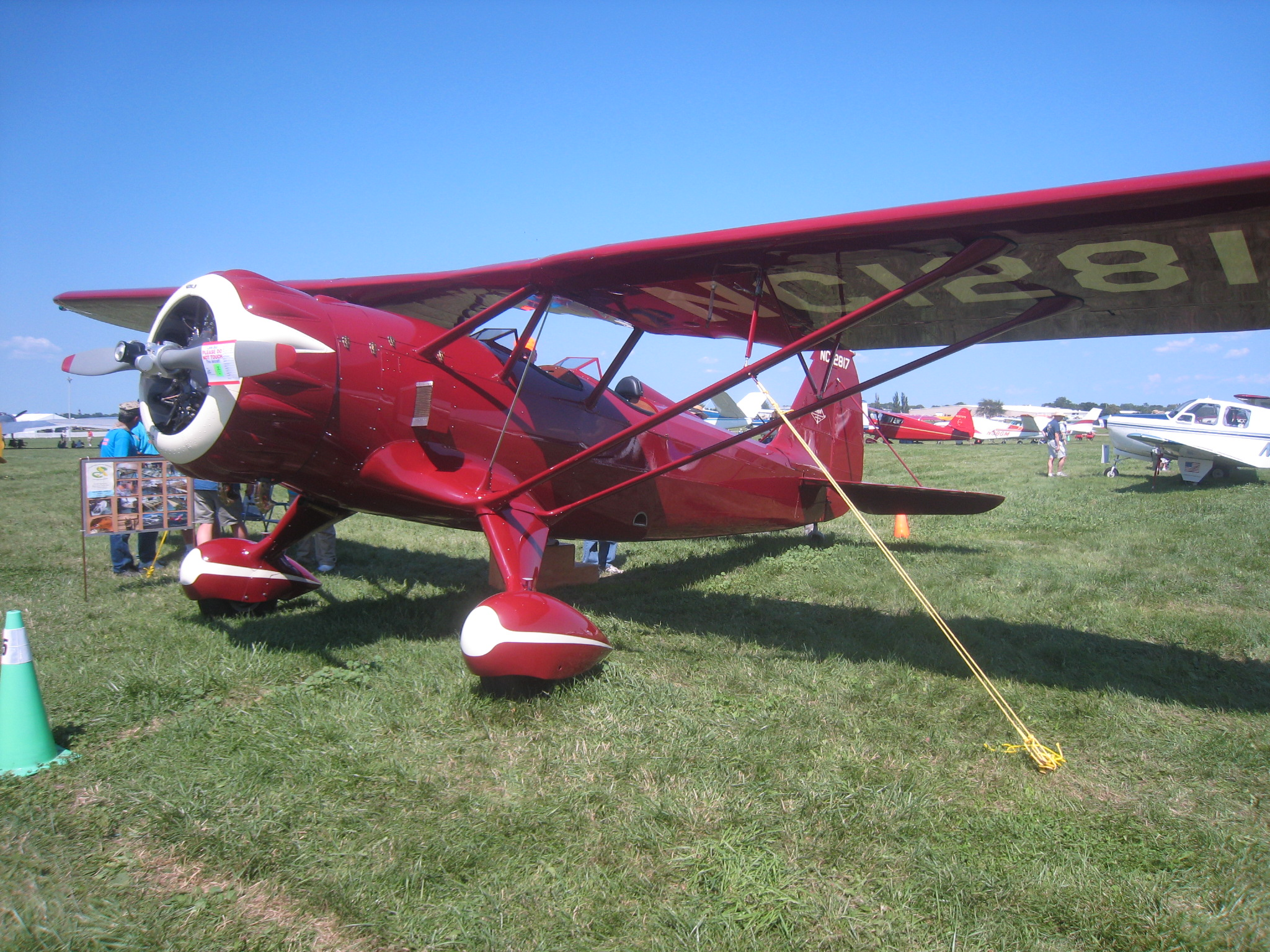
Stinson Model O

شركة طائرات ستينسون (بالإنجليزية: Stinson Aircraft Company) كانت شركة تصنيع طائرات في الولايات المتحدة فيما بين بين عقد 1920 وعقد 1950.

## التاريخ
تأسست شركة الطائرات ستينسون عام 1920 في دايتون، بولاية أوهايو، من قبل الطيار إدوارد "إدي" ستينسون، شقيق كاثرين ستينسون.
توفي ستينسون في 26 يناير 1932، عن عمر يناهز ال 38عاما، في حادث تحطم طائرة في شيكاغو، بولاية إلينوي . وكان ستينسون قد اكتسب حتى تاريخ وفاته، أكثر من 16,000 ساعة طيران، وهو أكبر رقم يحقق من قبل أي طيار في ذلك الوقت.
أدت وفاة إدي ستينسون إلى تسريع عملية الاستحواذ على «شركة طائرات ستينسون» من قبل الشركات الكبرى، أولا استحوذت عليها شركة كورد، ثم شركة الطيران (أفكو)، ثم في وقت لاحق من قبل فولتي الموحدة. بحلول عام 1950 تم بيع «شركة طائرات ستينسون» لشركة بايبر للطائرات، التي استمرت في إنتاج طراز 108 لفترة محدودة. ثم حولت بايبر تصميم ستينسون الأصلي من طراز «توين ستينسون» ("Twin Stinson") إلى الطائرة الناجحة من نوع بايبر أباتشي، والتي كانت أول طائرة طيران عام ذات محركين تبنى بكاملها من المعادن في العالم.

## روابط خارجية
- Stinson "S" Junior Specifications and Photos نسخة محفوظة 9 مارس 2016 على موقع واي باك مشين.
- Short story and pictures of the Packard Diesel-powered Stinson SM-1

قالب:Stinson aircraft